# Pipunculus elegantulus
Pipunculus elegantulus är en tvåvingeart som beskrevs av Samuel Wendell Williston  1892. Pipunculus elegantulus ingår i släktet Pipunculus och familjen ögonflugor. Inga underarter finns listade i Catalogue of Life.